# Вертемате Кон Миноприо
Вертемате Кон Миноприо (итал. Vertemate Con Minoprio) је насеље у Италији у округу Комо, региону Ломбардија.
Према процени из 2011. у насељу је живело 3897 становника. Насеље се налази на надморској висини од 325 м.

## Становништво
| 1931. | 1936. | 1951. | 1961. | 1971. | 1981. | 1991. | 2001. | 2011. |
| ----- | ----- | ----- | ----- | ----- | ----- | ----- | ----- | ----- |
| 1.555 | 1.607 | 1.819 | 2.176 | 2.540 | 3.031 | 3.406 | 3.851 | 3.982 |